# Синицын, Владимир Борисович
Влади́мир Бори́сович Сини́цын (латыш. Vladimirs Siņicins, род. 6 мая 1952 года, Кувшиново) — спортивный комментатор, судья международной категории по снукеру.
Спортивный директор бильярдного клуба «Champion’s Club» (Рига). Являлся комментатором снукера и покера русскоязычного подразделения телеканала «Eurosport».

## Биография

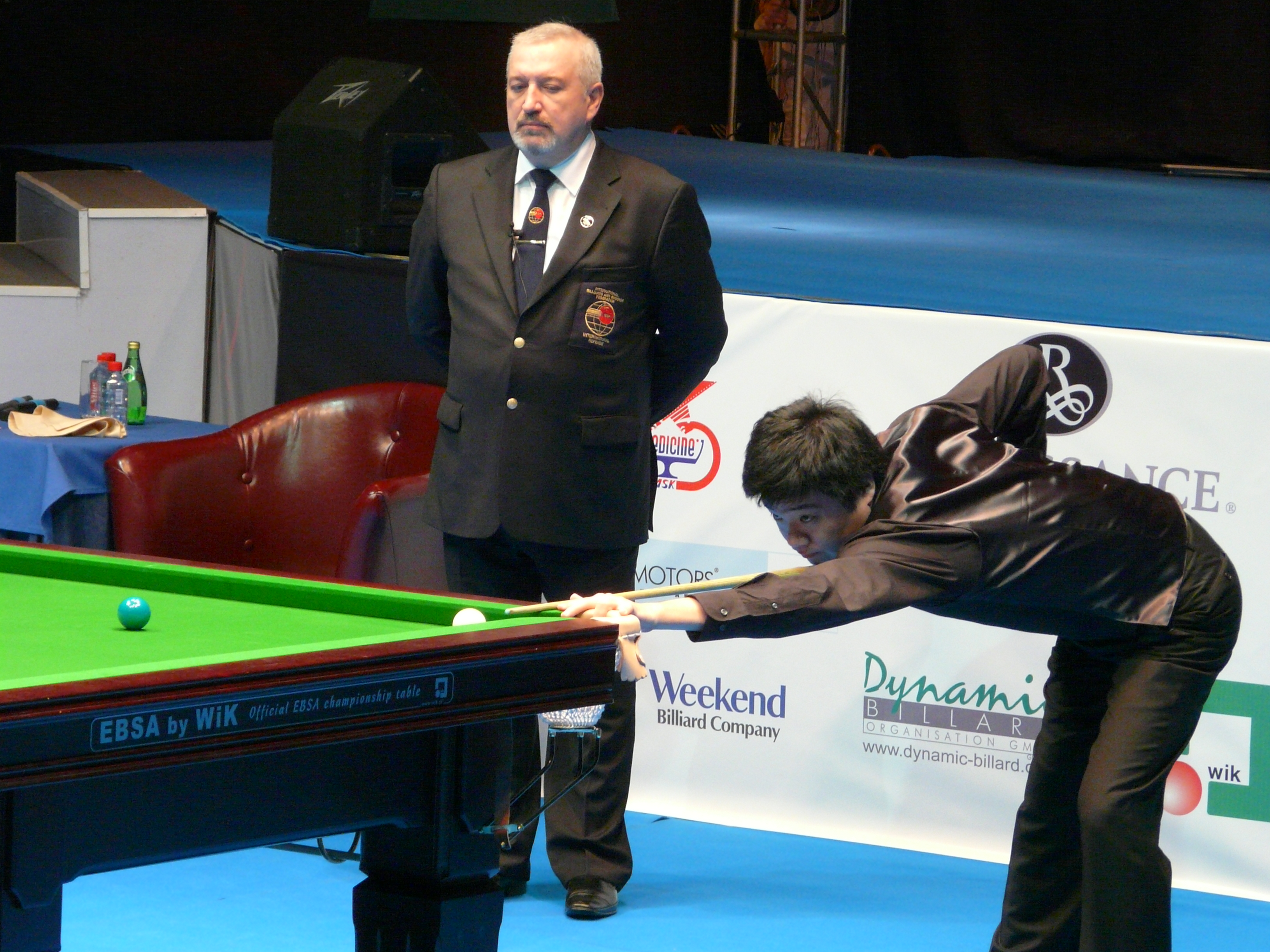
Владимир Синицын судит матч на турнире World Series of Snooker-2008 в Москве. У стола — Дин Цзюньхуэй.

Родился 6 мая 1952 года в городе Кувшиново Калининской области.
С трёх лет постоянно проживает в Риге. Окончил физико-математическую школу, Рижский политехнический институт (специальность «Электронно-вычислительные машины»), Латвийский государственный университет (специальность «Журналистика»).
С 1981 года начал работать спортивным комментатором на латвийском телевидении (хоккей, баскетбол). Одновременно трудился в отделе спорта газеты «Советская молодёжь». Позже был главным редактором газеты «Курьер» и журналов: «АВТО», «АВТОБАЛТИЯ», «Скорость» и «Азарт», работал на ТВ в США.
В настоящее время — комментатор на телеканале Viasat Sport и Eurosport 1. Первый снукерный репортаж на телеканале «Евроспорт» провёл в 2000 году. С 2005 года — постоянный комментатор снукера на телеканале. Первоначально вёл репортажи совместно с Николаем Акимовичем Сараевым, в последнее время иногда комментирует с Дмитрием Кузьминым и Артёмом Барановым. 8 августа 2008 года в паре с Сергеем Курдюковым комментировал на Eurosport трансляцию торжественной церемонии открытия Летних Олимпийских игр, проходивших в Пекине (Китай). В то же время комментировал на пекинской Олимпиаде некоторые трансляции по плаванию.
Главным увлечением являются путешествия, в разные годы бывал в экзотических азиатских и африканских странах, посещал Австралию и Новую Зеландию, а также Арктику. 
Является активным пользователем твиттера — @essnooker — ведёт переписку с пользователями непосредственно во время прямых трансляций. Владеет русским, латышским и английским языками. 
Один из авторов книги «М-ский треугольник, или чужие здесь не ходят» (о документальных наблюдениях за НЛО и аномальными явлениями). Давал свои комментарии печатным и сетевым изданиям относительно событий, происходящих в мире снукера.
Женат, имеет взрослую дочь и внучку. 

### Снукер
- 1989 — был избран первым президентом Федерации бильярда Латвии.
- 1995 — стал первым чемпионом Латвии по снукеру.
- 1996 — был чемпионом открытого первенства Литвы.
- 2001 — чемпион Латвии по пулу.
- С 1995 по 2006 выступал на 9 чемпионатах Европы и трёх чемпионатах мира среди любителей.
- Судья 1-й категории Международной Федерации бильярда и снукера.
- В 2008—2009 — руководитель российского подразделения международного снукерного турнира World Series of Snooker.